# Mezzana Bigli
Mezzana Bigli är en ort och kommun i provinsen Pavia i regionen Lombardiet i Italien. Kommunen hade 1 077 invånare (2018).